# Fonológiai hurok
A fonológiai hurok a munkamemória egyik komponense, beszéd alapú információ időleges tárolására szolgál. Tulajdonképpen a rövid távú verbális munkamemória.
A fonológiai hurok jelentős szerepet játszik az olvasás megtanulásában, a nyelvi megértésben, a hosszú távú fonológiai tanulásban (pl. nyelvtanulás), az anyanyelvi szókincs elsajátításában.

## Komponensei
A fonológiai hurok két alkomponensből áll, a fonológiai tárból és artikulációs hurokból (v. kontrollfolyamat). Szenzoros bemeneti információját az echoikus emlékezetből kapja.
A fonológiai tár egy olyan információtároló rendszer, amely a beszéd alapú információt kb. 1,5-2 másodpercig képes megtartani, azután az emléknyom elhalványul.
Az artikulációs hurok (v. kontrollfolyamat) a fonológiai tárban lévő információt olvassa ki és írja be újra, így növelve a fonológiai hurok kapacitását – ismételgetés révén meghosszabbítja az információ megtartásának idejét. A fonológiai tárba nemcsak hang alapú információ kerülhet be, olvasás során például az artikulációs hurok alakítja át az információt fonológiai kóddá, és innen kerül be a fonológiai tárba.

## A fonológiai hurok létezésére utaló bizonyítékok
- a fonológiai hasonlósági hatás, ami azt jelenti, hogy hasonló hangzású szavakból álló szólistát nehezebben tudunk megjegyezni, míg szemantikailag (jelentésben) hasonló szavaknál ez a hatás nem áll fenn

- a szóhosszúsági hatás, aminek lényege, hogy hosszabb szavakból álló listát nehezebben tanulunk meg, mint rövid szavakból állót; rövid szavakból ugyanis többet tudunk megismételni mielőtt elhalványul az emléknyomuk

- a nem figyelt beszéd hatása, ami szerint ha a kísérleti személynek beszédhangot játszunk le, akár idegen nyelvűt is, az lerontja a verbális emlékezeti teljesítményt, mivel automatikusan belép a fonológiai hurokba, és interferál a megjegyzendő anyaggal

- az artikulációs elnyomási hatás, ami azt jelenti, hogy a verbális memória teljesítménye leromlik, ha megkérjük a kísérleti személyeket, hogy mondjonak ki hangosan valami irrelevánsat; ilyenkor megakadályozzuk a megtanulandó információ ismétlését, így annak emléknyoma elhalványul
- az irreleváns beszéd hatás: Baddeley kimutatta, hogy a számterjedelmet a számokhoz fonológiailag hasonló értelmetlen szavak lerontják, míg a nem hasonló valódi szavak nem rontják le, ez az úgynevezett irrelevánsbeszéd-hatása

## A fonológiai hurok kapacitását mérő emlékezeti tesztek
- számterjedelem-teszt (Digit Span Test)
- fordított számterjedelem teszt (Reverse Digit Span Test)
- álszó teszt (Non-word Repetition Test)
- szóterjedelem teszt
- olvasási terjedelem teszt (Reading Span Test)
- hallási mondatterjedelem teszt (Listening Span Test)